# Kenneth Kimmins
Kenneth Kimmins (Brooklyn (New York), 4 september 1941) is een Amerikaans acteur.

## Biografie
Kimmins werd geboren in de borough Brooklyn van New York. Hij studeerde af aan de Katholieke Universiteit van Amerika in Washington D.C.. 

## Carrière
Kimmins begon met acteren in het theater, en speelde in 1969 zijn eerste rol op Broadway in de musical The Fig Leaves Are Falling in de rol van Charley Montgomery. Hierna speelde hij nog meerdere rollen op Broadway. In 1976 speelde hij voor het eerst voor televisie in de film Network, waarna hij nog meerdere rollen speelde in films en televisieseries. Zo is hij bekend van zijn rol als Howard Burleigh in de televisieserie Coach (1989-1995).

## Filmografie

### Films
Selectie:
- 1990 Stella – als beveiliger
- 1987 Some Kind of Wonderful – als leraar
- 1984 Bachelor Party – als manager hotel Parkview
- 1983 Emergency Room – als Keith Mackerson
- 1979 My Old Man – als Andy
- 1976 Network – als producent

### Televisieseries
Uitgezonderd eenmalige gastrollen.
- 1999-2000 Honey, I Shrunk the Kids: The TV Show – als W.T. Jennings – 2 afl.
- 1998 Two Guys, a Girl and a Pizza Place – als mr. Walker – 2 afl.
- 1995-1997 Lois & Clark: The New Adventures of Superman – als dr. Bernard Klein – 15 afl.
- 1989-1995 Coach – als Howard Burleigh – 47 afl.
- 1992-1993 Picket Fences – als chirurg – 2 afl.
- 1989-1990 Beauty and the Beast – als dokter – 3 afl.
- 1986 Leo & Liz in Beverly Hills – als Jerry Fedderson – 6 afl.
- 1982-1983 Dallas – als Thornton McLeish – 11 afl.
- 1982 Hill Street Blues – als Anderson – 3 afl.

## TheaterwerkBroadway
- 2000-2001 The Music Man - musical - als burgemeester Shinn (understudy)
- 1974-1978 The Magic Show - musical - als Feldman (understudy)
- 1973 Status Quo Vadis - toneelstuk - als professor Russel
- 1970-1971 The Gingerbread Lady - toneelstuk - als Jimmy Perry
- 1970-1972 Company - musical - als Harry (understudy)
- 1969 The Fig Leaves Are Falling - musical - als Charley Montgomery